# Tokaj-Hegyalja Egyetem
A Tokaj-Hegyalja Egyetem 2021-ben létrehozott egyetem Sárospatakon.

## Alapítása, működése
A Kormány 2021. január 21-én a 2020/2021. (I. 29.) Korm. határozattal kinevezte a felsőoktatási modellváltással és az „új fenntartói modell” működésével kapcsolatos kormánybiztossá Stumpf Istvánt. Az Országgyűlés a közfeladatot ellátó közérdekű vagyonkezelő alapítványokról szóló 2021. évi IX. törvényben nevesítette azokat az alapítványokat, amelyekre az „új fenntartói modell” szerinti egyetemek működtetését, mint állami közfeladat ellátását átruházza, köztük a Tokaj-Hegyalja Egyetemért Alapítványt, és a Tokaj-Hegyalja Egyetemet is. A Tokaj-Hegyalja Egyetemet ezen a néven nemzeti felsőoktatásról szóló 2011. évi CCIV. törvény 2021. augusztus 1-jétől hatályos szövegében nevesít.
A 2021. évi XXV. törvényben a Tokaj-Hegyalja Egyetemért Alapítványról, a Tokaj-Hegyalja Egyetemért Alapítvány és a Tokaj-Hegyalja Egyetem részére történő vagyonjuttatásról rendelkezett.
A Tokaj-Hegyalja Egyetem (THE) az Eszterházy Károly Egyetem Sárospataki Comenius Campusának (SCC) jogutódlással történő kiválásával jött létre. Működését önálló egyetemként 2021. augusztus 1-jén kezdte meg a korábban az Eszterházy Károly Egyetem keretein belül működött szakok továbbvitele mellett több új – szőlész-borász-, pedagógus, turisztikai-vendéglátóipari – képzésekkel.

## Az intézmény története, előzmények
Az 1531-ben alapított Sárospataki Református Kollégium önálló intézeti ágaként 1857. november 17-én nyílt meg a középfokú Tanítóképző, amely 1869. október 22-től Állami Tanítóképezdeként működött. A vallás- és közoktatásügyi miniszter a fenntartói jogokat 1929. június 30-ával visszaadta a Tiszáninneni Református Egyházkerületnek, majd 1950. június 20-ával ismét állami kezelésbe vette. Az intézmény 1957. június 25-étől a Sárospataki Állami Comenius Amos János Tanítóképző Intézet nevet viselte. 1959. szeptember 1-jével felsőfokú Sárospataki Tanítóképző Intézetté szervezték át. 1976. szeptember 1-jén főiskolai rangra emelték, egyidejűleg a nevét Sárospataki Comenius Tanítóképző Főiskolaként állapították meg, amely 1986. szeptember 1-jétől Comenius Tanítóképző Főiskolára módosult. Az intézmény önállósága 1999. december 31-én megszűnt és 2000. január 1-jétől a Miskolci Egyetem Comenius Tanítóképző Főiskolai Karaként működött tovább.
2013. július 1-jétől az Eszterházy Károly Főiskola Comenius Kara, 2016. július 1-jétől az Eszterházy Károly Egyetem Sárospataki Comenius Campusa volt. Az Eszterházy Károly Egyetemből kiváló Sárospataki Comenius Campus 2021. augusztus 1-jén Tokaj-Hegyalja Egyetemként jött létre és a Tokaj-Hegyalja Egyetemért Alapítvány fenntartásában működik.

## A fenntartó és tisztségviselői
A Tokaj-Hegyalja Egyetem fenntartójának neve: Tokaj-Hegyalja Egyetemért Alapítvány.
A Kuratórium elnöke
Wáberer György, a Tokaj-Zemplén térség fejlesztéséért felelős korábbi kormánybiztos, a Waberer’s International Nyrt. korábbi társtulajdonosa, jelenleg a Tokaj Borvidék és Fejlesztési Tanács elnöke.
A Kuratórium tagjai
Illés Tibor, az Illés és Társai Ügyvédi Iroda alapítója
Molnár Péter, a Patrícius Borház birtokigazgatója, a Tokaji Borvidék Hegyközségi Tanácsának elnöke
Nagy-Baló Csaba, a Sárospataki Református Kollégium Gimnáziuma, Általános Iskolája és Diákotthona intézményvezetője
Sauska Krisztián, a Sauska Borászat alapítója

## A Tokaj-Hegyalja Egyetem intézetei
1. Comenius Intézet

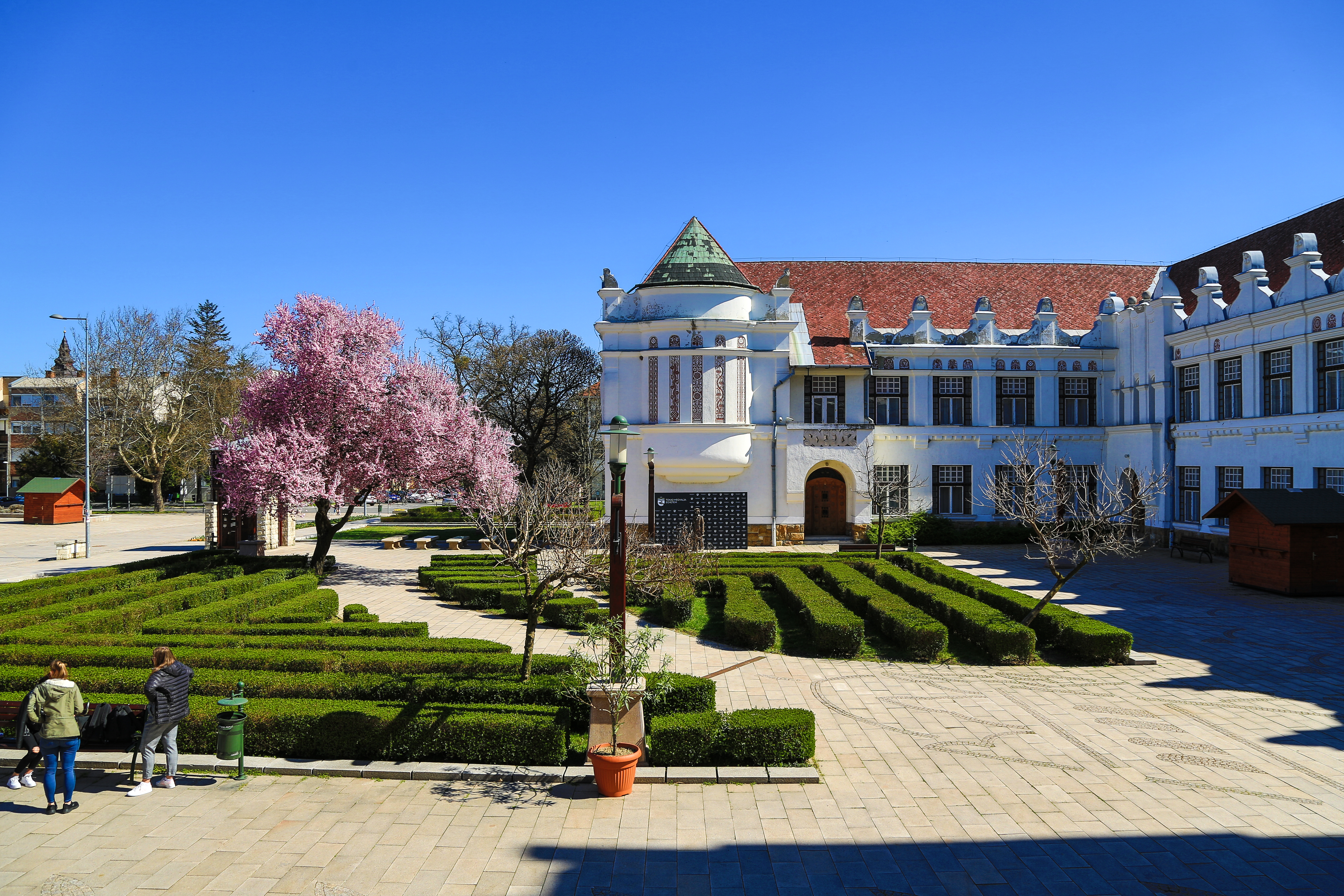
Sárospatak, Makovecz tér a Tokaj-Hegyalja Egyetem épületével (2022.)

A Comenius Intézet gondozza a Tokaj-Hegyalja Egyetem pedagógusképzési szakjait, továbbá a Kulturális örökség tanulmányok (MA) szakot is működteti.  
A jogelőd intézmény legismertebb nevének (Comenius Tanítóképző Főiskola) névadója előtt tiszteleg a név megőrzésében: Jan Amos Comenius 1650-1654 közt Sárospatakon munkálkodott. Az Európa szerte ismert és neves mester a pataki iskola felvirágoztatása szándékával érkezett a településre, és itt írta legnagyobb hatású művei közül az Orbis Sensualium Pictust és a Schola Ludust.
2. Lorántffy Intézet
A Lorántffy Intézet gondozza a Tokaj-Hegyalja Egyetem szőlész-borász mérnöki BSc, gazdálkodási és menedzsment BA, turizmus-vendéglátás BA alapszakjait, továbbá a Turizmus-menedzsment MSc., a Vállalkozásfejlesztés MSc. mesterképzési szakjait, valamint az Örökségturizmus szakirányú továbbképzési szakot.
3. Mathiász Intézet
A Mathiász Intézet gondozza az Egyetem szőlész-borász mérnökképzését, valamint a bormarketinggel és az integratív borászati tudományokkal kapcsolatos multidiszciplináris kutatást.
4. Sztárai Intézet
Az Egyetem újonnan alapított Sztárai Intézetének feladata a változó környezet, a jövőbeli szociokulturális alkalmazkodóképesség és a mentális egészség összefüggéseinek kutatása, valamint az ezzel kapcsolatos oktatási alapok kiépítése.